# 모노글리세라이드

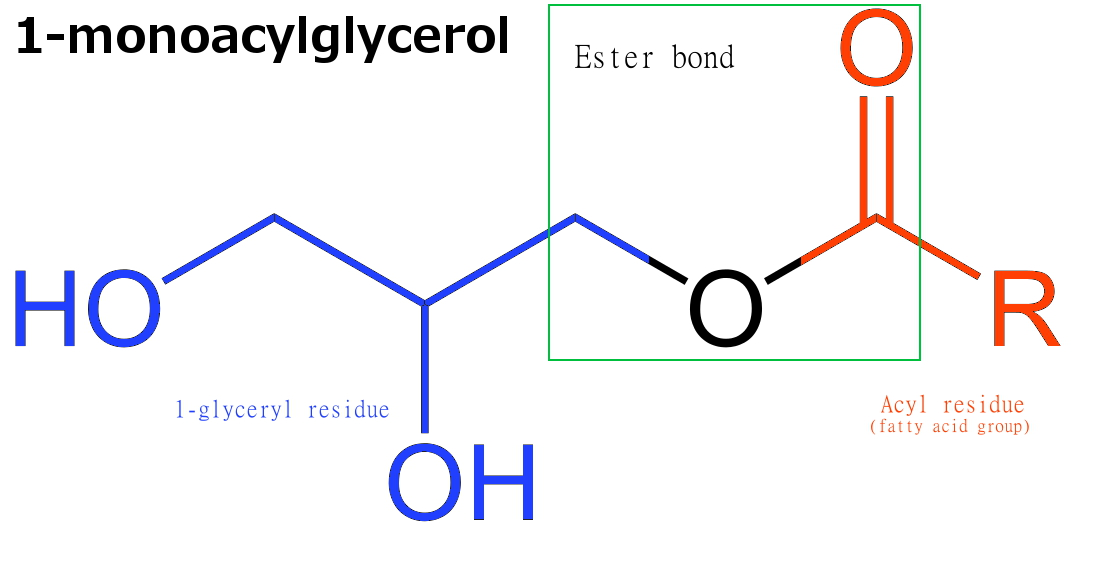
1-모노아실글리세롤의 분자 구조

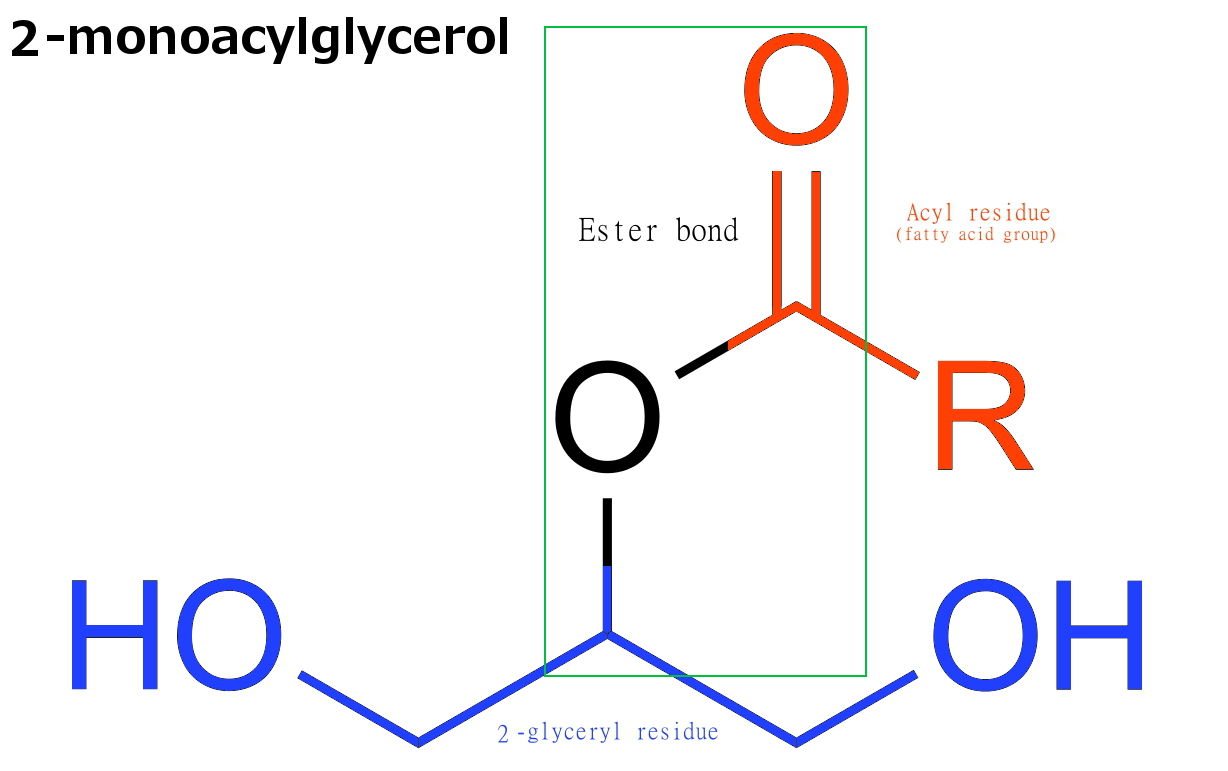
2-모노아실글리세롤의 분자 구조

모노글리세라이드(영어: monoglyceride)는 1분자의 글리세롤이 1분자의 지방산과 에스터 결합을 통해 연결된 글리세라이드의 부류이다. 모노아실글리세롤(영어: monoacylglycerol)이라고도 한다. 글리세롤에는 1차 알코올 및 2차 알코올 작용기가 둘 다 포함되어 있기 때문에 지방산이 1차 알코올 작용기에 부착된 1-모노아실글리세롤 또는 지방산이 2차 알코올 작용기에 부착된 2-모노아실글리세롤이라는 두 가지 다른 유형의 모노글리세라이드가 생성될 수 있다.

## 합성
모노글리세라이드는 생물에서도 합성되며 산업적으로도 생산된다. 모노글리세라이드는 올리브유, 유채씨유, 면실유와 같은 일부 종자유에 자연적으로 매우 낮은 수준(0.1~0.2%)으로 존재한다. 모노글리세라이드는 지질단백질 라이페이스에 의한 트라이글리세라이드의 효소적 가수분해와 다이아실글리세롤 라이페이스에 의한 다이글리세라이드의 효소적 가수분해에 의해 생합성되거나 지방을 생성하기 위한 글리세롤의 알칸오일화의 중간생성물로 생합성된다. 여러 모노글리세라이드들이 약리학적으로 활성(예: 2-올레오일글리세롤, 2-아라키도노일글리세롤)이다.
산업적 생산은 주로 트라이글리세라이드와 글리세롤 사이의 글리세롤 분해 반응에 의해 달성된다. 모노아실글리세롤 생산을 위한 산업적 원료는 식물성 기름 또는 동물성 지방일 수 있다.

## 용도
모노글리세라이드는 보통 유화제의 형태의 계면활성제로 주로 사용된다. 다이글리세라이드와 함께 모노글리세라이드는 일반적으로 "E471"(지방산의 모노글리세라이드 및 다이글리세라이드)과 같이 소량으로 상업용 식품에 첨가되며, 이는 기름과 물의 혼합물이 분리되는 것을 방지하는 데 도움을 준다. 전체 지방, 포화 지방 및 트랜스 지방에 대한 영양성분표에 제공되는 값은 지방이 트라이글리세라이드로 정의되기 때문에 모노글리세라이드 및 다이글리세라이드의 존재값을 포함하지 않는다. 모노글리세라이드는 또한 베이커리 제품, 음료, 아이스크림, 껌, 쇼트닝, 휘핑 토핑, 마가린, 스프레드, 땅콩 버터, 과자에서도 보통 발견된다. 베이커리 제품에서 모노글리세라이드는 빵의 부피와 질감을 개선하고 제품의 상태를 유지하는 데 유용하다. 모노글리세라이드는 우유를 크림화하는 것에 대한 물리적 안정성을 향상시키는 데 사용된다.

## 예

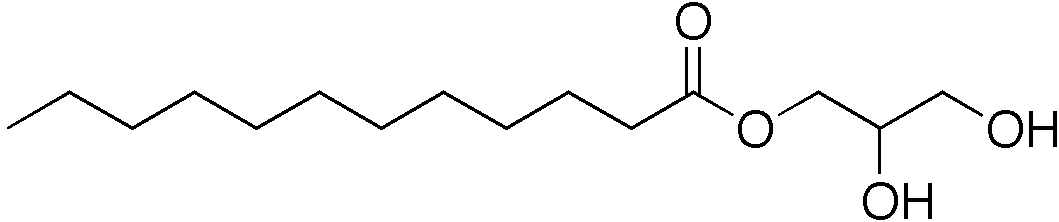
모노라우린은 일반적으로 화장품 및 식품 첨가물로 사용된다.
모노스테아르산 글리세롤은 증점제, 유화제 및 방부제로 식품에 사용된다.
하이드록시스테아르산 글리세릴은 다양한 화장품 및 스킨 케어 제품에서 발견된다.

## 같이 보기
- 글리세라이드
- 다이글리세라이드
- 트라이글리세라이드
- 지질
- 지방산의 식이 공급원, 소화, 흡수, 혈액 내 수송 및 저장